# Ted Meredith
James Edwin "Ted" Meredith (14. listopadu 1891 Chester Heights, Pensylvánie – 2. listopadu 1957 Camden, New Jersey) byl americký atlet, dvojnásobný olympijský vítěz.
Startoval na olympiádě ve Stockholmu v roce 1912, kde zvítězil v běhu na 800 metrů v novém světovém rekordu 1:51,9. Byl rovněž členem vítězné štafety USA na 4 × 400 metrů. Čtvrté místo obsadil ve finále běhu na 400 metrů.
Po olympiádě začal studovat na University of Pennsylvania. Byl akademickým mistrem USA na 440 yardů v letech 1914 až 1916 a v běhu na 880 yardů v letech 1914 a 1915. Na těchto tratích rovněž vytvořil světové rekordy.
Po návratu z první světové války se vrátil k atletice. Na olympiádě v Antverpách v roce 1920 byl vyřazen v semifinále běhu na 400 metrů, jako člen štafety USA v běhu na 4 × 400 metrů skončil čtvrtý.